# Mopso (hijo de Manto)
En la mitología griega, Mopso (en griego antiguo Μόψος) era hijo de Manto, hija del vidente Tiresias y de Racio de Caria o del mismísimo Apolo, el dios oracular. Los griegos de la época clásica aceptaron a Mopso como una figura histórica, aunque las anécdotas que lo relacionan con él son una leyenda y un mito. 
Mopso (y tal vez por una tradición de sus herederos, como los Melampodidae, los Yámidas de Olimpia o los Eumólpidas de Eleusis) ofició en los altares de Apolo en Klaros, que él había fundado, según la tradición un hijo de una hija del vidente Tiresias llamada Manto, literalmente 'vidente'. Su sabiduría y discernimiento infalibles dieron lugar al antiguo dicho griego 

más certero que Mopso.

Se distinguió en el asedio de Tebas y fue venerado en particular en la corte de Anfiloco en Colofón, en la costa jónica de Asia Menor, contigua a Caria. Es considerado el fundador del oráculo de Claros que en la época imperial romana alcanzaría su mayor esplendor. Situado en una cripta que llevaba a una fuente sagrada, se decía que sus aguas procedían de las lágrimas de Manto.
El mitógrafo bizantino del siglo XII, Juan Tzetzes, cuenta anécdotas de las proezas de Mopso. Después de haber sido consultado, en una ocasión, por Anfíloco, que deseaba saber qué éxito tendría en una guerra que iba a emprender, predijo las mayores calamidades mientras que Calcas, que había sido el adivino de los griegos durante la Guerra de Troya, prometió los mayores éxitos. Anfíloco siguió el vaticinio de Calcas, pero se cumplió la predicción de Mopso. Esto tuvo tal efecto en Calcas que murió poco después. Su muerte es atribuida por fuentes utilizadas por Tzetzes a otra mortificación de la misma naturaleza: en este caso, los dos adivinos, celosos cada uno de la fama del otro, convinieron una prueba diferente de su habilidad adivinatoria. Calchas primero preguntó a su antagonista cuántos higos tenía un árbol vecino; diez mil uno, respondió Mopsus. Los higos se juntaron, y se encontró que su respuesta era correcta. Mopso, para probar a su adversario, le preguntó cuántos hijos tendría cierta cerda embarazada, y en qué momento. Calcas confesó su incapacidad para responder y entonces Mopso declaró que pariría al día siguiente y traería diez hijos, de los cuales solo uno sería macho. A la mañana siguiente se cumplieron sus predicciones, y Calcas murió por el dolor que le produjo su derrota. Anfíloco posteriormente tuvo la ocasión de visitar Argos, confiándole el poder soberano a Mopso y estuvo así durante un año. Al regresar Anfíloco, Mopso se negó a devolverle el reino, por lo que se pelearon y se mataron entre ellos en un combate singular. Según otra leyenda también señalada por Tzetzes, fue asesinado por Herakles.
Mopso fue venerado como fundador de varias ciudades de Panfilia y la llanura de Cilicia, entre ellas Mopsuestia, 'la casa (hestia) de Mopso' en Cilicia, y Malo, donde se peleó con su cofundador Anfíloco y donde los dos serían enterrados en túmulos, de tal forma que ninguno pudiese ver el del otro. En Mopsoukrene, la 'fuente de Mopso', existía un lugar oracular.